# Victor Adler
Victor Adler (24. juni 1852 i Prag – 11. november 1918 i Wien) var en østrigsk socialdemokratisk politiker. Han var far til politikeren Friedrich Adler.
Adler grundlagde den socialistiske bevægelse i Østrig og etablerede de marxistiske publikationer Gleicheit i 1886 og Arbeiterzeitung i 1889. Samme år deltog han i partidagene i Hainfeld, hvor Sozialdemokratische Partei Österreichs blev grundlagt. Fra 1905 havde han været medlem af landets provisoriske regering.
Han var før 1. verdenskrig en moderat socialdemokrat og leder af Socialistpartiet i Wien. Han støttede offentligt regeringens beslutningen om at gå i krig, men var rent privat betænkelig.
I 1918 støttede han som udenrigsminister i Karl Renners regering Anschluss, der samlede Østrig og Tyskland.